# Joseph Barton Elam

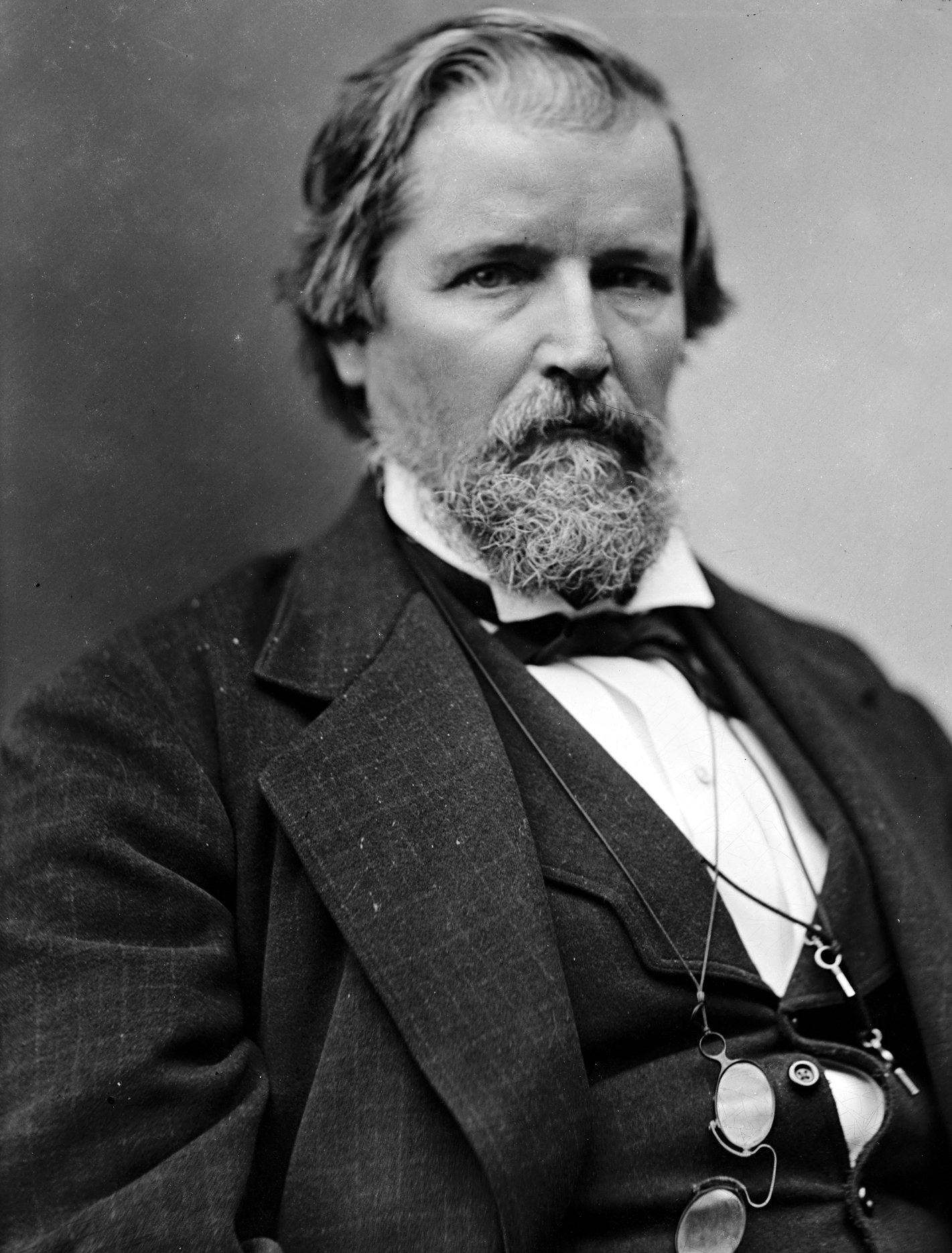
Joseph Barton Elam

Joseph Barton Elam (* 12. Juni 1821  bei Hope, Arkansas; † 4. Juli 1885 in Mansfield, Louisiana) war ein US-amerikanischer Politiker. Zwischen 1877 und 1881 vertrat er den Bundesstaat Louisiana im US-Repräsentantenhaus.

## Werdegang
Noch als Kleinkind zog Joseph Elam im Jahr 1823 mit seiner Familie in das Coryell County in Texas, das damals noch zu Mexiko gehörte. 1826 zog die Familie nach Natchitoches in Louisiana weiter. Er besuchte die Grundschule im benachbarten Fort Jesup. Nach einem anschließenden Jurastudium und seiner 1843 erfolgten Zulassung als Rechtsanwalt begann er in Alexandria in diesem Beruf zu arbeiten. Seit 1851 lebte er im De Soto Parish.
Politisch wurde Elam Mitglied der Demokratischen Partei. Zwischen 1851 und 1861 saß er als Abgeordneter im Repräsentantenhaus von Louisiana. Im Jahr 1861 war er Delegierter auf der Versammlung, bei der der Austritt des Staates Louisiana aus der Union beschlossen wurde. Er gehörte zu den Unterzeichnern des Austrittserklärung. Während des Bürgerkrieges war Elam in den Jahren 1863 und 1864 erneut Abgeordneter sowie auch Speaker im Repräsentantenhaus von Louisiana.
Bei den Kongresswahlen des Jahres 1876 wurde Elam im vierten Wahlbezirk von Louisiana in das US-Repräsentantenhaus in Washington, D.C. gewählt, wo er am 4. März 1877 die Nachfolge von William M. Levy antrat. Nach einer Wiederwahl konnte er bis zum 3. März 1881 zwei Legislaturperioden im Kongress absolvieren. Nachdem er 1880 nicht bestätigt worden war, arbeitete Joseph Elam als Anwalt in Mansfield. Dort verstarb er am 4. Juli 1885.